# Gáti Ödön
Gáti Ödön született Groszman (Sátoraljaújhely, 1913. augusztus 14.  – Budapest, 1978. április 4.) magyar sütőmunkás, kommunista politikus. A második világháború alatt részt vett a függetlenségi mozgalomban. Büntetőszázadba sorozták be, ahonnan megszökött. Elfogása után a dachaui, majd a buchenwaldi koncentrációs táborba került. A több száz fogvatartott gyermek, köztük Kertész Imre és Elie Wiesel életét megmentő buchenwaldi lázadás egyik szervezője és vezetője.

## Élete
Groszman Adolf cipészmester és Roszt Szabina fia. 1932-től az Élelmezésipari Munkások Országos Szövetségének tagja. 1937-ben Spanyolországba ment és szakaszparancsnokként részt vett a polgárháborúban, harcolt Franco tábornok ellen. 1939. februártól francia internálótáborok foglya volt, ahonnan Németországon keresztül visszaszökött Budapestre.
Részt vett a függetlenségi mozgalomban. 1942. májusban letartóztatták és hétévi börtönbüntetésre ítélték. Büntetőszázaddal a frontra vitték (1944. május), de útközben megszökött. Miután elfogták, a dachaui koncentrációs táborba, majd a buchenwaldi koncentrációs táborba került. Mint helyettes barakkparancsnok a gondjaira bízott 800 gyermek ellátását irányította. A buchenwaldi koncentrációs táborban a gyermekeknek március 15-ei ünnepséget szervezett, ahol emlékezetből írták le a 48-as verseket és meghívták a lengyel, szlovák és román foglyokat is.
A buchenwaldi ellenállási mozgalom egyik vezetője volt. Az SS-től alkatrészenként lopták el a fegyvereket és a 6-os barakk padlója alatt kialakított 1,5 m*1m*1,5m mély gödörben tárolták azokat, és készültek arra, hogy minél előbb kiszabadulhassanak. Mikor az SS már tudta, hogy az angol és amerikai csapatok napokon belül elérik a tábort, kiadták a parancsot, hogy minden gyerek menjen az Appelplatzra, mert továbbszállítják őket. Ekkor döntött Kroó László és Gáti Ödön, hogy a gyermekeket nem adják ki, és megkezdődött a táborban a felkelés. A fogvatartott gyermekek között volt a Nobel-díjas Kertész Imre és a Nobel-békedíjas Elie Wiesel is.
A tábor felszabadulása után 1945 májusában hazatért Budapestre. A háborút követő államosításokban aktív szerepet vállalt, államosított Balatonföldváron és a környező településeken. Meggyőződéses kommunista volt. Ennek ellenére nagyon sok párton kívüli „ellenállónak” segített. Sokáig volt a Magyar Ellenállók és Antifasiszták Szövetségének elnöke. Nemzetközi kapcsolatainak segítségével sok zsidónak segített elhagyni az országot a Vöröskereszt családegyesítési programjának keretein belül.
Az Élelmezési Munkások Szakszervezete Központi Vezetőségének tagja lett. 1946-ig a szakszervezetben üzemszervező, majd az MDP székházának gondnoka. 1949-től üdülővezető, majd az Országos Sporthivatal gazdasági osztályának vezetője. 1957–1978 között a Magyar Rádió üzemgazdasági osztályának vezetője. Egyik szerkesztője volt a Memento Magyarország 1944 című antológiának (Budapest, 1975).
Sátoraljaújhelyen emlékét a róla elnevezett utca őrzi.